# Aage Niels Bohr

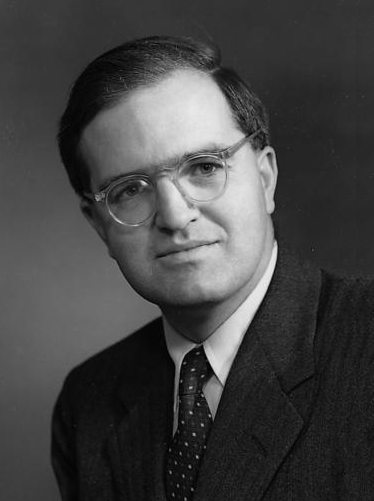
Aage Niels Bohr (1955)

Aage Niels Bohr (* 19. Juni 1922 in Kopenhagen; † 8. September 2009 ebenda) war ein dänischer Physiker und Nobelpreisträger der Universität Kopenhagen. Er war ein Sohn von Niels Bohr.

## Leben
Aage Bohr war der Sohn von Niels Bohr, den er noch als Student im Oktober 1943 ins Exil nach Amerika und England als Sekretär und Assistent begleitete. 1946 erhielt er sein Diplom in Kopenhagen. 1948 war er am Institute for Advanced Study in Princeton und danach bis 1950 an der Columbia University auf Einladung von Isidor Isaac Rabi, der die Hyperfeinstruktur des Deuteriums untersuchte. Dabei wurden Quadrupolmomente des Kerns gemessen, die sehr viel höher als die möglichen Einteilchenwerte waren und auf kollektive Anregungen deuteten. Durch experimentelle Fortschritte konnten dann um 1953 Rotationsbanden direkt in Kernspektren entdeckt werden und Übergänge zwischen Rotationsanregungen direkt durch Coulombanregung erzeugt werden, was eine Fülle neuen Materials für das Studium kollektiver Anregungen lieferte. 1956–1992 war er Professor an der Universität Kopenhagen, nach dem Tod seines Vaters Niels Bohr wurde er 1963–1970 Vorstand des dortigen Niels-Bohr-Instituts (NBI) und 1975–1981 Direktor der Nordita, des Nordischen Instituts für Theoretische Atomphysik, das 1957 gegründet wurde und eng mit dem NBI zusammenarbeitet.
Er erhielt 1975 zusammen mit Ben R. Mottelson und James Rainwater den Physik-Nobelpreis „für die Entdeckung der Verbindung zwischen kollektiver und Teilchen-Bewegung in Atomkernen und die Entwicklung der Theorie von der Struktur der Atomkerne basierend auf dieser Verbindung“.
Mit seinem langjährigen Kollegen Ben Mottelson entwickelte er ein Modell kollektiver Anregungen in Atomkernen als gemeinsames (oft deformiertes, das heißt nicht mehr sphärisch symmetrisches) Potential der Nukleonen mit eigenen Rotations- und Vibrationszuständen. Sie untersuchten u. a. die Wechselwirkung von kollektiven und Einteilchen-Anregungen z. B. in schweren Bleikernen (nahe den stabilen magischen Zahlen des Schalenmodells) und wandten als eine der ersten die BCS-Theorie der Supraleitung in der Kernphysik an (wie auch die Russen Arkadi Migdal und Spartak Beljajew).
Neben dem Nobelpreis erhielt er 1960 den Dannie-Heineman-Preis, 1970 die H.C.Ørsted-Medaille und 1976 die Ole-Rømer-Medaille. Am 14. Mai 1969 wurde ihm zusammen mit fünf weiteren Preisträgern der Atoms for Peace Award zuerkannt. 1965 wurde er in die American Academy of Arts and Sciences sowie die American Philosophical Society, 1971 in die National Academy of Sciences aufgenommen und 1981 zum Mitglied der Deutschen Akademie der Naturforscher Leopoldina gewählt. Er war auswärtiges Mitglied der Polnischen Akademie der Wissenschaften.
Er war seit 1950 mit seiner Frau Marietta verheiratet und hatte mit ihr drei Kinder, darunter den Physiker Tomas Bohr. Drei Jahre nach ihrem Tod 1978 heiratete er seine zweite Frau Bente.

## Schriften
- Bohr, Mottelson: Theorie der Atomkerne, 2 Bde., Hanser Verlag 1975, 1979 (starke Betonung von Symmetrieprinzipien, Bd. 1 Einteilchenbewegung, zuerst 1969, Bd. 2 Kerndeformationen, zuerst 1975)
- Bohr, Mottelson: Collective and individual aspects of nuclear structure, Kgl.Dansk Mat.Fys.Medd. Bd. 27, 1953, Nr. 16, S. 7–174
- Bohr, Mottelson: The many facets of nuclear structure, Annual Review of Nuclear Science, Bd. 23,1973, S. 363
- Bohr, Mottelson: Single particle and collective aspects of nuclear rotation, Physica Scripta Bd. 24, 1981, S. 71.
- Bohr, Mottelson, David Pines: Possible analogy between the excitation spectra of nuclei and those of the superconducting metallic state, Physical Review Bd. 110, 1958, S. 936.